# Seleção Polonesa de Handebol Masculino
A Seleção Polonesa de Handebol Masculino, ou Seleção Polaca de Andebol Masculino, é a equipa nacional de handebol que representa a Polônia em competições internacionais. É controlada e dirigida pela Federação Nacional de Andebol da Polónia (Związek Piłki Ręcznej w Polsce).